# Bakteriella sekretionssystem
Bakteriella sekretionssystem är proteinkomplex som finns på bakteriers cellmembran för utsöndring av substanser. Dessa komplex används av patogena bakterier för att utsöndra virulensfaktorer (främst proteiner) för att invadera värdceller.

## Exportvägar

### Sec-systemet
Den allmänna sekretionen (Sec) innebär sekretion av oveckade proteiner. Hos gramnegativa bakterier transporteras det utsöndrade proteinet till antingen det inre membranet eller periplasman.
Sec-systemet använder två olika vägar för utsöndring: SecA- och Signal Recognition Particle-vägarna (SRP). SecA är ett ATPas. SRP är ett ribonukleoprotein (protein-RNA-komplex) som känner igen och transporterar specifika proteiner till cellmembranet i prokaryoter. De två vägarna kräver olika molekylära chaperoner och använder i slutändan  en proteintransporterande kanal som kallas för SecYEG för att transportera proteinerna över det inre cellmembranet. I SecA-vägen fungerar SecB som en chaperon som hjälper proteintransporten till periplasman efter fullständig syntes av polypeptidkedjorna. Medan i SRP-vägen är YidC chaperonet och transporterar proteiner till cellmembranet medan de fortfarande genomgår peptidsyntes. I Escherichia coli transporteras innermembran-proteiner huvudsakligen av SRP-vägen och yttermembran- eller periplasmatiska proteiner är transporterade av SecA-vägen. En nyligen genomförd selektiv ribosome profiling-studie föreslår dock på att innermembranproteiner med stora periplasmatiska loopar transporteras ko-translationellt med hjälp av SecA. I Escherichia coli är ungefär 80% av alla SecA-molekyler fördelade vid cellmembranet.